# Liste der Baudenkmale in Tiste
In der Liste der Baudenkmale in Tiste sind alle Baudenkmale der niedersächsischen Gemeinde Tiste aufgelistet. Die Quelle der Baudenkmale ist der Denkmalatlas Niedersachsen. Der Stand der Liste ist der 10. Oktober 2020.

## Allgemein
In den Spalten befinden sich folgende Informationen:
- Lage: die Adresse des Baudenkmales und die geographischen Koordinaten. Kartenansicht, um Koordinaten zu setzen. In der Kartenansicht sind Baudenkmale ohne Koordinaten mit einem roten Marker dargestellt und können in der Karte gesetzt werden. Baudenkmale ohne Bild sind mit einem blauen Marker gekennzeichnet, Baudenkmale mit Bild mit einem grünen Marker.
- Bezeichnung: Bezeichnung des Baudenkmales
- Beschreibung: die Beschreibung des Baudenkmales. Unter § 3 Abs. 2 NDSchG werden Einzeldenkmale und unter § 3 Abs. 3 NDSchG Gruppen baulicher Anlagen und deren Bestandteile ausgewiesen.
- ID: die Objekt-ID des Baudenkmales
- Bild: ein Bild des Baudenkmales, ggf. zusätzlich mit einem Link zu weiteren Fotos des Baudenkmals im Medienarchiv Wikimedia Commons. Wenn man auf das Kamerasymbol klickt, können Fotos zu Baudenkmalen aus dieser Liste hochgeladen werden:

## Tiste

### Gruppe: GutsanlageBurgsittensen
Die Gruppe „Gutsanlage Burgsittensen“ umfasst das Gut aus dem 17. Jahrhundert, das der Familie Schulte von der Lühe gehörte. Die Familie baute das Gut im Laufe der Zeit aus. Heute besteht es aus dem ehemaligen Jagdschloss des 19. Jahrhunderts und weiteren landwirtschaftlich genutzten Gebäuden. Mehrere Objekte wurden inzwischen aus dem Denkmalverzeichnis gestrichen. Die Gruppe hat die ID 46593210.

| Lage                                        | Bezeichnung  | Beschreibung | ID       | Bild |
| ------------------------------------------- | ------------ | --- | -------- | ---- |
| Burgsittensen 53° 16′ 54″ N, 9° 33′ 17″ O   | Herrenhaus   | Das zwischen 1852 und 1856 vom Gutsherren Alexander Theodor Georg August von Schulte als sog. „Jagdschloss“ errichtete eingeschossige Fachwerkgebäude auf einem Quadersockel und unter einem Pyramidendach wurde 1902 um ein Geschoss aufgestockt und verputzt. Verwalter Georg Garrels baute einen Wintergarten an. | 31031861 | BW   |
| Burgsittensen 53° 16′ 55″ N, 9° 33′ 20″ O   | Stall        | Das eingeschossige Backsteingebäude wurde 1855 unter einem Halbwalmdach errichtet und 1905 umgebaut. | 46742303 | BW   |
| Burgsittensen 53° 16′ 55″ N, 9° 33′ 20″ O   | Scheune      | Das eingeschossige verbretterte massive Gebäude wurde 1954 unter einem Satteldach errichtet. 2018 wurde das Gebäude aus dem Denkmalverzeichnis gestrichen. | 46746594 | BW   |
| Burgsittensen 2 53° 16′ 55″ N, 9° 33′ 18″ O | Wohnhaus     | 1846 wurde das zweigeschossige Fachwerkgebäude unter einem Satteldach errichtet. Wegen der Veränderungen wurde es ab 2018 nicht mehr im Denkmalverzeichnis geführt. | 46746217 | BW   |
| Burgsittensen 53° 16′ 56″ N, 9° 33′ 19″ O   | Stall        | Das Backsteingebäude wurde 1917 unter einem Drempel und einem Satteldach errichtet. 2018 wurde das Gebäude aus dem Denkmalverzeichnis gestrichen. | 46746338 | BW   |
| Burgsittensen 53° 16′ 55″ N, 9° 33′ 17″ O   | Stall        | Das Backsteingebäude wurde 1917 mit einem Zwerchhaus unter einem Walmdach errichtet. 2018 wurde das Gebäude aus dem Denkmalverzeichnis gestrichen. | 46746410 | BW   |
| Burgsittensen 53° 16′ 55″ N, 9° 33′ 14″ O   | Erdkeller    | 1807 wurde der Erdkeller aus Feldsteinen unter einem Satteldach errichtet. Wegen der Veränderungen wurde das Gebäude 2018 aus dem Denkmalverzeichnis gestrichen. | 46746478 | BW   |
| Burgsittensen 1 53° 16′ 53″ N, 9° 33′ 13″ O | Park         | Die im 18. Jahrhundert angelegte Parkanlage wird in den Landschaftsgarten sowie mehrere Nutzgärten, durch die die Allee führt, geteilt. Umgeben sind die Gartenteile von Graften. Die Gärten sind im 19. Jahrhundert ausgestaltet worden.                                                                            | 45748305 | BW   |
| Burgsittensen 1 53° 16′ 52″ N, 9° 33′ 15″ O | Doppelgraft  | Der nördliche Teil der Graft wurde 1709 angelegt, der südliche Graben entstand um 1825/1826. | 31031947 | BW   |
| Burgsittensen 53° 16′ 46″ N, 9° 33′ 18″ O   | Einfassung   | Die Quelle ist 1800 mit Findlingssteinen eingefasst worden. Wegen der baulichen Situation erfolgte 2018 keine weitere Führung im Denkmalverzeichnis. | 46746634 | BW   |
| Burgsittensen 1 53° 16′ 49″ N, 9° 33′ 17″ O | Allee        | Die Allee wurde 1707 mit 56 Linden angelegt. Die Allee ist mit Lesesteinen gepflastert. | 31031925 | BW   |
| (Burgsittensen 1) 53° 17′ 3″ N, 9° 33′ 4″ O | Erbbegräbnis | Der Hain umgeben mit Rotbuchen und einer Mauer aus Lesesteinen wurde westlich des Gutes im ausgehenden 18. Jahrhundert angelegt. Begräbnisse aus der ersten Hälfte des 19. Jahrhunderts. Auf der Gruft steht ein Sandsteinobelisk.                                                                                   | 31031836 | BW   |

### Einzelbaudenkmale
| Lage                                     | Bezeichnung | Beschreibung | ID       | Bild |
| ---------------------------------------- | ----------- | --- | -------- | ---- |
| Ekelmoor 53° 16′ 46″ N, 9° 34′ 20″ O     | Stall       | Der Fachwerkstall für Schafe wurde als Zweiständergebäude unter einem Satteldach Ende des 19. Jahrhunderts errichtet. | 31031908 | BW   |
| Waldstraße 1 53° 16′ 54″ N, 9° 32′ 44″ O | Stall       | Um 1800 wurde der eingeschossige Fachwerkstall für Schafe unter einem reetgedeckten Krüppelwalmdach errichtet.        | 31031816 | BW   |
| (Feldmark) 53° 16′ 30″ N, 9° 32′ 4″ O    | Stall       | Um 1800 wurde der eingeschossige Fachwerkstall für Schafe unter einem reetgedeckten Krüppelwalmdach errichtet.        | 31031886 | BW   |

### Ehemaliges Baudenkmal
| Lage                                   | Bezeichnung              | Beschreibung | ID       | Bild |
| -------------------------------------- | ------------------------ | --- | -------- | ---- |
| Im Dubben 1 53° 17′ 4″ N, 9° 32′ 43″ O | Wohn-/Wirtschaftsgebäude | Das eingeschossige Backsteingebäude wurde unter einem Satteldach Ende des 19. Jahrhunderts errichtet. Wegen der Veränderungen wurde das Gebäude 2002 aus dem Denkmalverzeichnis gestrichen. | 31031766 | BW   |